# Jaminia
Genre
Jaminia est un genre de mollusques gastéropodes stylommatophores terrestres de la famille des Enidae.

## Taxonomie
Le genre a été créé par Antoine Risso, en 1826, dans le tome 4 de son Histoire naturelle des principales productions de l'Europe méridionale et particulièrement de celles des environs de Nice et des Alpes Maritimes. 
Le genre est classé dans la sous-famille des Eninae, tribu des Enini.

## Liste d'espèces
Selon BioLib (22 juin 2022) :
- Jaminia borealis Mousson, 1874
- Jaminia etuberulatus von Frauenfeld, 1867
- Jaminia loewii (Philippi, 1844)
- Jaminia quadridens (O. F. Müller, 1774)
- Jaminia thiesseanus (Westerlund, 1879)